# 图拉真道

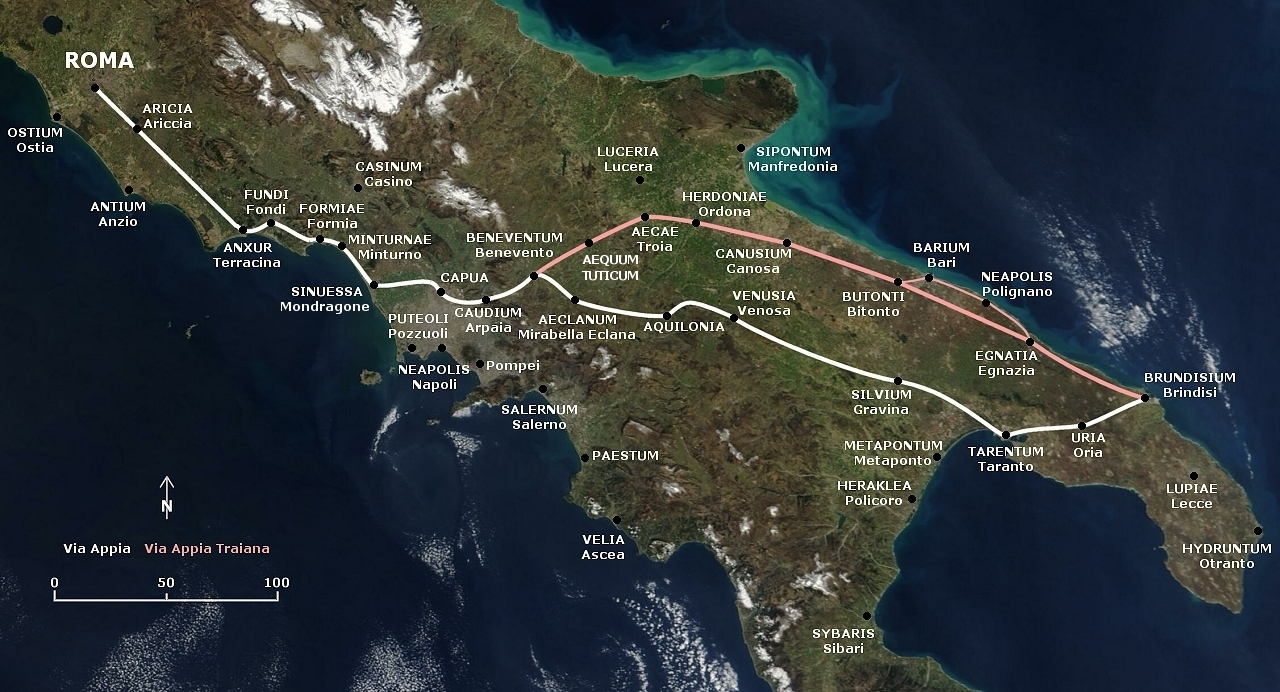
黃色路線是图拉真道

图拉真道（拉丁语：Via Traiana）是羅馬道路之一。這條道路開闢於圖拉真時期，是亞壁古道的延伸路線。貝內文托的圖拉真拱門是為紀念這條道路而修建。